# Saint-Ouën-des-Vallons
Saint-Ouën-des-Vallons ist eine Ortschaft und eine Commune déléguée in der französischen Gemeinde Montsûrs mit 197 Einwohnern (Stand: 1. Januar 2022) im Département Mayenne in der Region Pays de la Loire. 
Die Gemeinde Saint-Ouën-des-Vallons wurde am 1. Januar 2019 mit Montourtier, Montsûrs-Saint-Céneré und Deux-Évailles zur Commune nouvelle Montsûrs zusammengeschlossen. Sie hat seither den Status einer Commune déléguée. Die Gemeinde Saint-Ouën-des-Vallons gehörte zum Arrondissement Mayenne und zum Kanton Évron. 

## Geographie
Saint-Ouën-des-Vallons liegt etwa 20 Kilometer nordöstlich von Laval an der Jouanne, die die östliche Gemarkungsgrenze bildet. Umgeben wurde die Gemeinde Saint-Ouën-des-Vallons von den Nachbargemeinden Montourtier im Norden, Deux-Évailles im Norden und Nordosten, Brée im Osten, Montsûrs mit Montsûrs-Saint-Céneré im Süden, Gesnes im Südwesten sowie La Bazouge-des-Alleux im Westen.

## Bevölkerungsentwicklung
| Jahr                       | 1962 | 1968 | 1975 | 1982 | 1990 | 1999 | 2006 | 2013 |
| Einwohner                  | 235  | 220  | 193  | 180  | 166  | 174  | 170  | 199  |
| Quellen: Cassini und INSEE |      |      |      |      |      |      |      |      |

## Sehenswürdigkeiten
- Kirche Saint-Ouen aus dem 19. Jahrhundert
- romanische Kirchruine Saint-Ouen
- Schloss La Roche-Pichemer aus dem 16. Jahrhundert, seit 1973 Monument historique

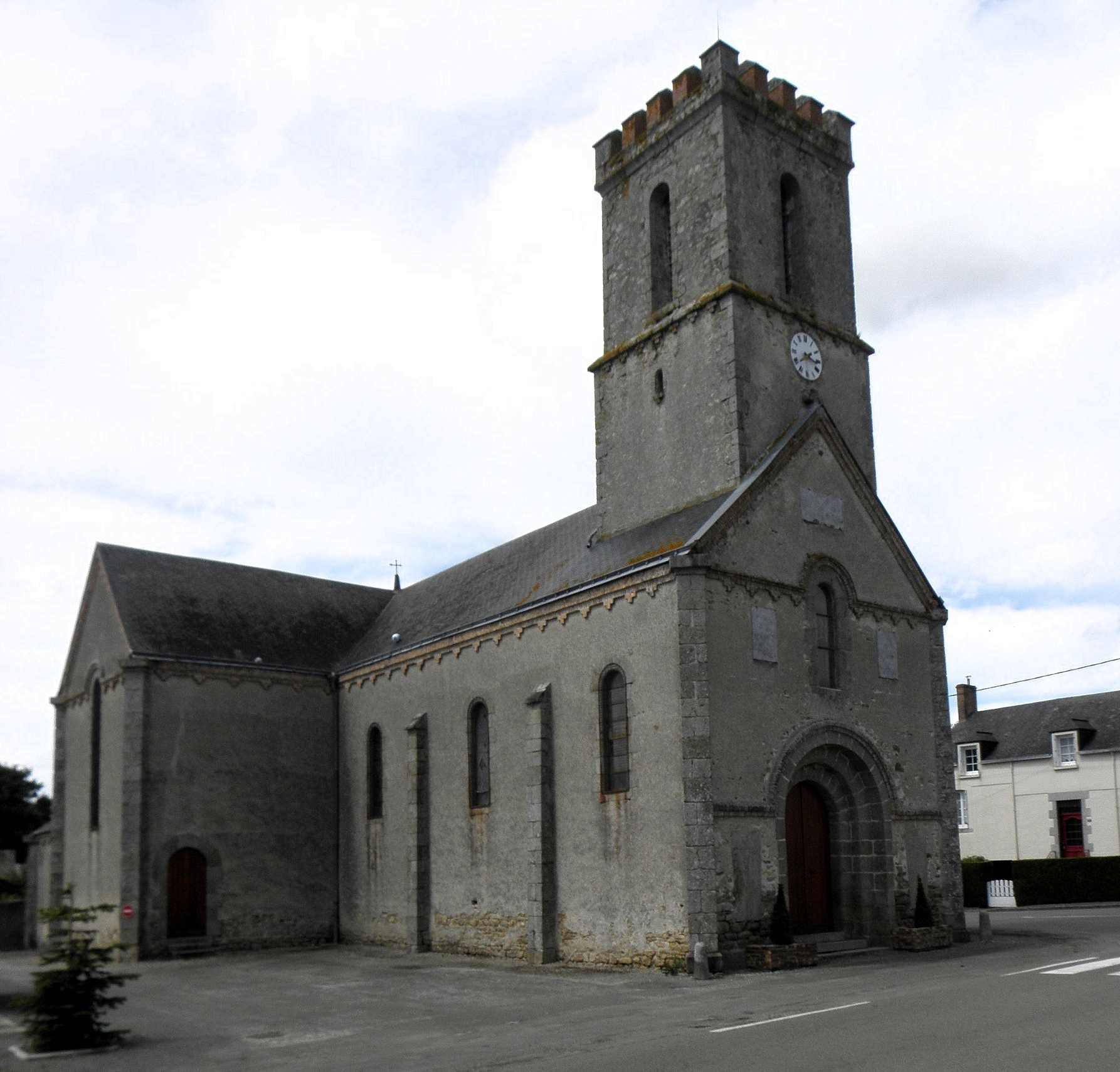
Heutige Kirche Saint-Ouen
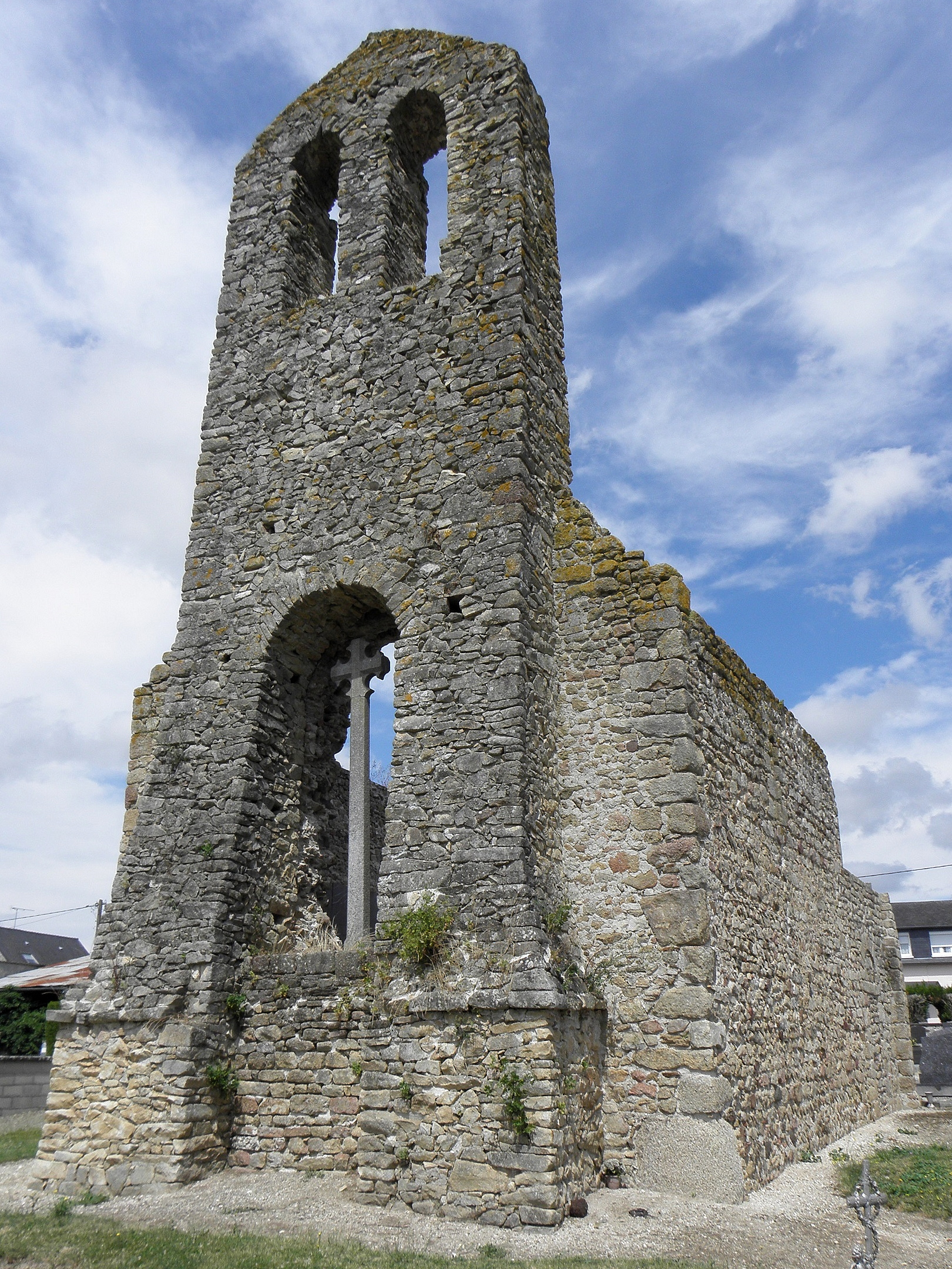
Kirchruine Saint-Ouen
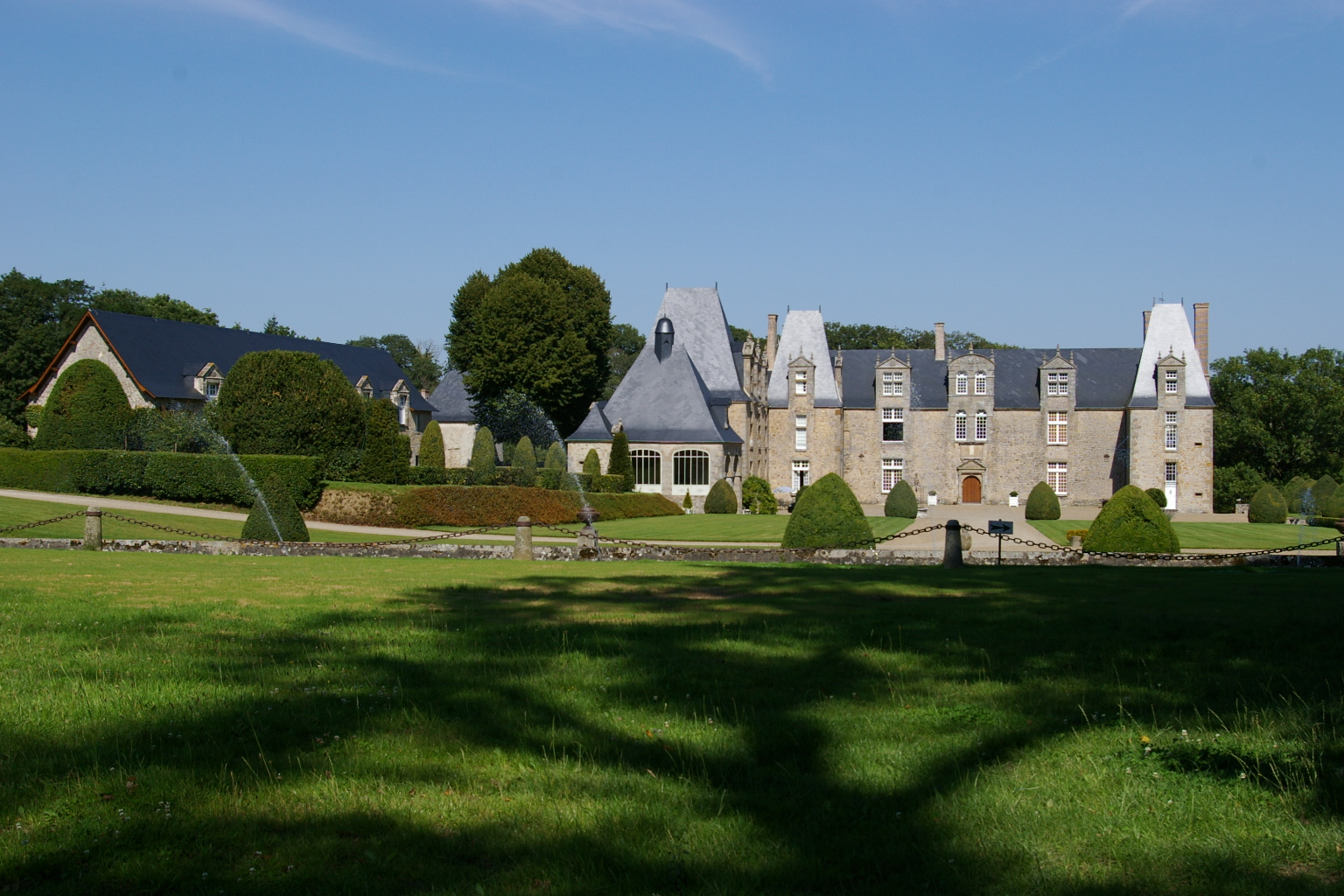
Schloss La Roche-Pichemer

## Persönlichkeiten
- Jean-François de Hercé (1776–1849), Bürgermeister von Saint-Ouën-des-Vallons (1808–1815), Bürgermeister von Laval (1815–1829), Bischof von Nantes (1838–1848)